# Estremera
Estremera é um município da Espanha na província e comunidade autónoma de Madrid, de área 79,1 km² com população de 1486 habitantes (2007) e densidade populacional de 14,63 hab/km².

## Demografia
| Variação demográfica do município entre 1991 e 2004 | Variação demográfica do município entre 1991 e 2004 | Variação demográfica do município entre 1991 e 2004 | Variação demográfica do município entre 1991 e 2004 |
| --------------------------------------------------- | --------------------------------------------------- | --------------------------------------------------- | --------------------------------------------------- |
| 1991                                                | 1996                                                | 2001                                                | 2004                                                |
| 1056                                                | 1076                                                | 1050                                                | 1156                                                |